# جزيرة سوق السمك (القطيف)
سوق السمك المركزي أو جزيرة سوق السمك هي جزيرة اصطناعية تقدر مساحتها بـ0.12 كيلومتر مربع، تقع في خليج جزيرة تاروت بـمحافظة القطيف، المملكة العربية السعودية. أُنشئت الجزيرة بغرض جعلها سوق مركزي للأسماك تحتوي على 26 مبسطاً و 86 محلاً، بالإضافة إلى مصنع للثلج ومطاعم ومستودعات مبردة. تم تخصيص الجزيرة بعيداً عن الأحياء السكنية وقريباً من ميناء صيد الأسماك لتسهيل عملية جلب الأسماك إليه. طُرِح المشروع لأول مرة عام 2009م، وأُنجِز 85% منه بحلول يناير 2016م. وافتتحت رسمياً في 23 يناير 2022م.
يُتوقع أن يجذب السوق تداولات وبكميات كبيرة من الأسماك تصل لمئات الأطنان الذي سيجعل التردد إليه من جميع المناطق المجاورة ومن دول الخليج أيضاً، ويتوقع أن يُنعش حركة البيع والشراء للسمك ويوفر وظائف عديدة، كما أن التداولات ستكون بقيمة تجارية واقتصادية كبيرة للأسماك، ليكون بذلك نافذة اقتصادية كبيرة، ومعلما بارزا للمنطقة.

## المخطط

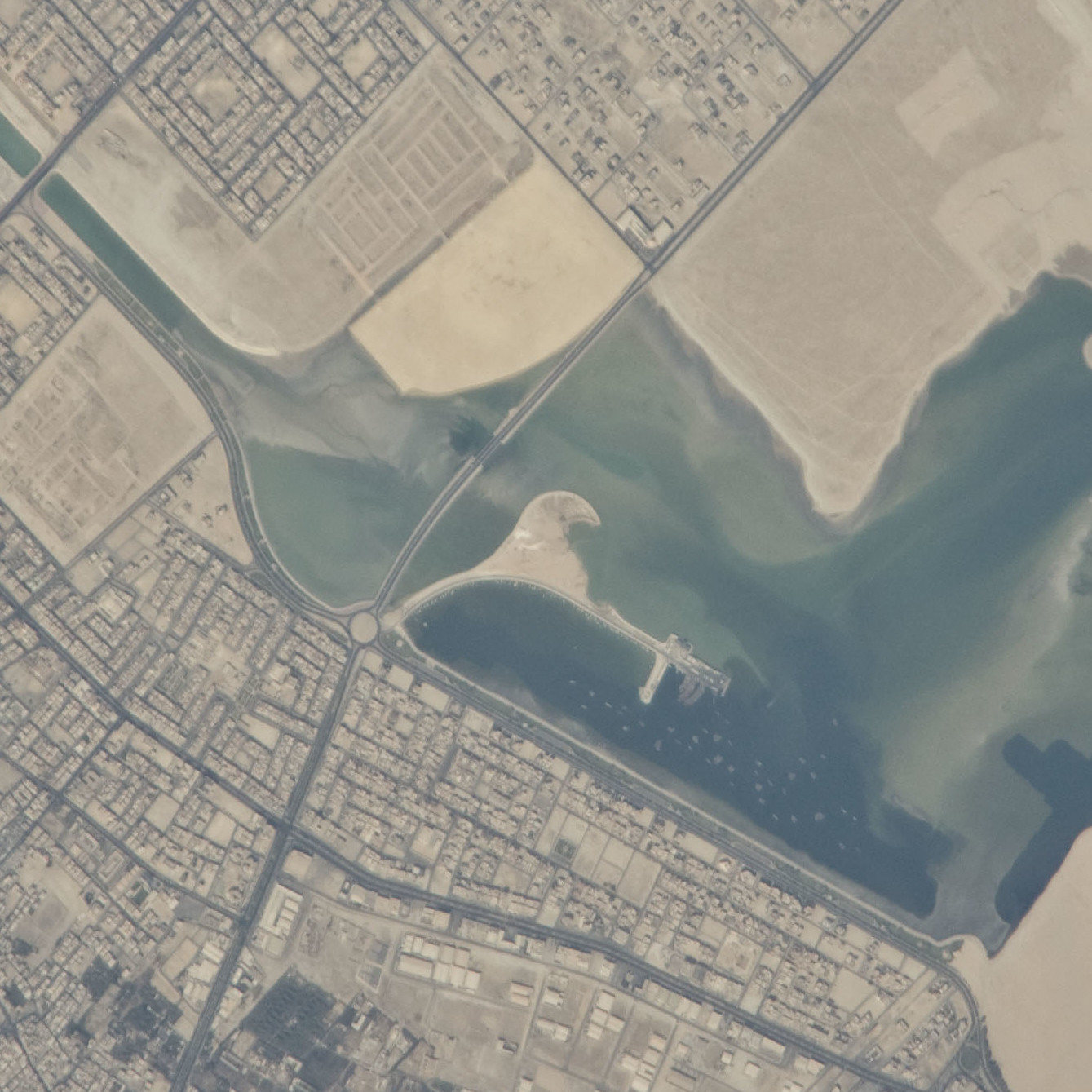
الجزيرة أثناء الإنشاء، 2010م.

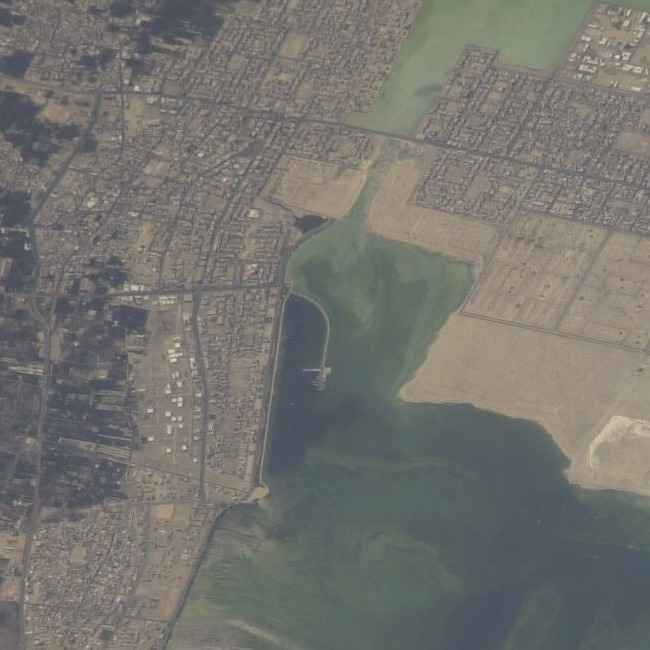
موقع الجزيرة قبل الإنشاء، 2003م.

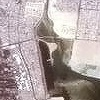
الجزيرة في عام 2013م

تتكون الجزيرة من سوق للسمك وساحة حراج وعدد من المواقع الاستثمارية منها: مصنع ثلج ومطاعم وثلاجات ومبنى خدمات البلدية ومسجد ومسطحات خضراء ومواقف سيارات إضافة إلى مواقع استثمارية مثل سلسلة مطاعم وسوق تجاري وموتيل ومستودعات تخزين، ومكاتب لتجار الأسماك، ومطاعم وصرافات آلية بنكية، وممشى. يصل إلى الجزيرة طريق عرضه ثلاثون متراً يصل من دوار تقاطع شارع الرياض إلى الجزيرة، وتُقدّر أعمال الردم في الجزيرة بـ363,875 متر مكعب.
يصل طول شاطئ هذه الجزيرة بسَانِد حجري إلى 1,480م. وقد أنشئت فيه عبارات للسماح بحركة المياه بين ضفتي السوق يصل طولها إلى حوالي 133م تقريباً. كما يتكون المشروع من مبانٍ تبلغ مساحتها 55,000 متر مربع، ويبدأ المشروع بالبوابة الرئيسية للدخول، وتتضمن مساحته منطقة الحراج على الأسماك وذلك لسوق الجملة الذي يحتوي على 25 موقعاً مخصصاً لعرض الأسماك بالجملة، بمساحات مختلفة تتراوح ما بين 100م مربع إلى 200م مربع، وبإجمالي مساحة تقدر 8,000 متر مربع، وتحتوي الجزيرة على سوق للأسماك بالتجزئة الذي يتفرع إلى 83 محلاً، بمساحة 32 متراً مربعاً للمحل الواحد، وذلك لبيع الأسماك بالتجزئة والتي تبلغ مساحتها جمعاء 53,000 متر مربع، كما سيضم الخدمات العامة بإجمالي مساحة 300 متر مربع للمبنى، ويتواجد على الجزيرة مسجد تقدر مساحته 300 متر مربع.
في 2020م وُسِّع الطريق المؤدي للجزيرة بقيمة 9 ملايين و 500 ألف ريال لتفادي ازدحام الحركة المرورية مع بدء النشاط الرئيس للسوق. بلغت التكلفة الإجمالية للجزيرة نحو 34 مليوناً و 875 ألف و 840 ريالاً.